# Mykola Bilyk
Mykola Bilyk (auch Nikola Bilyk; * 28. November 1996 in Tunis, Tunesien) ist ein österreichischer Handballspieler.

## Vereinskarriere
Der in Tunesien geborene Wiener begann seine aktive Profi-Karriere 2012 beim Handballclub Fivers Margareten, bei welchem auch sein Vater seit 1999 aktiv war. Am 15. Dezember 2012, kurz nach seinem 16. Geburtstag, debütierte Bilyk an der Seite seines Vaters in der ersten österreichischen Liga. Davor war er bereits für denselben Verein in diversen Jugendligen aktiv. Nach seiner ersten Saison bei den Margaretnern wurde er von der Liga als „Newcomer des Jahres“ ausgezeichnet. In der Saison 2013/14 war Bilyk einige Spiele wegen Schiedsrichterbeleidigung gesperrt. Am 4. März 2014 debütierte er im Alter von nur 17 Jahren im österreichischen Nationalteam und konnte im Freundschaftsspiel gegen Deutschland zwei Tore erzielen. Weiters war er Teil des Junioren-Nationalteams des Jahrgangs 1994 und jünger, welches in der HLA-Saison 2013/14 als Team 94 außer Konkurrenz teilnahm. Im selben Jahr lief er für seinen Stammverein sowohl in der Handball Liga Austria, als auch in der Handball Bundesliga Austria auf. 2012/13, 2014/15 und 2015/16 konnte er sich mit dem Handballclub Fivers Margareten den ÖHB-Cup sichern. In der letzten Saison vor seinem Wechsel in die deutsche Bundesliga sicherte sich Bilyk mit den Wienern den österreichischen Meistertitel.
Im Februar 2015 teilte der deutsche Rekordmeister THW Kiel mit, dass er mit Bilyk einen Drei-Jahres-Vertrag abgeschlossen habe und dieser spätestens 2017 nach Kiel wechseln werde. Zugunsten des THW schlug Bilyk ein Angebot des FC Barcelona aus. Im Dezember 2015 gab Kiel bekannt, dass man sich mit Margareten auf einen vorzeitigen Wechsel Bilyks bereits im Juli 2016 geeinigt habe.

## Nationalmannschaft
Mit dem Team 94 nahm er 2012 und 2014 an Jugendeuropameisterschaften teil und erreichte jeweils den 6. Platz. Außerdem wurde er bei dem Bewerb 2014 mit 55 Toren zum besten Torschützen des Turnieres, zum besten Rückraum-Mitte-Spieler und als Most Valuable Player ausgezeichnet.
Bei seiner Teilnahme an der Handball-Weltmeisterschaft 2015 in Katar wurde Bilyk in allen sechs österreichischen Spielen eingesetzt und erzielte zehn Tore.
Bei der Europameisterschaft 2020 wurde Bilyk mit 46 Toren in den sieben Spielen der österreichischen Nationalmannschaft zum drittbesten Torschützen des gesamten Turniers. Bei der Europameisterschaft 2022 kam er mit dem Team auf den 20. Platz. Im zweiten Gruppenspiel der Europameisterschaft 2024 bestritt er sein 100. Länderspiel.

## Privates
Bilyk bevorzugt nach eigener Aussage die Schreibweise „Mykola“ gegenüber „Nikola“. Mykolas Vater Serhij war bis 2017 ebenfalls aktiver Handballspieler. Der in der Ukraine geborene Handballtorwart spielte unter anderem bei Espérance Sportive de Tunis in Tunesien und von 1999 bis 2016 für den Handballclub Fivers Margareten.

## Saisonbilanzen

### Bundesliga
| Saison    | Verein   | Spiele | Tore | 7-Meter     | Feldtore |
| --------- | -------- | ------ | ---- | ----------- | -------- |
| 2016/17   | THW Kiel | 33     | 122  | 8/13        | 114      |
| 2017/18   | THW Kiel | 31     | 088  | 0/0         | 088      |
| 2018/19   | THW Kiel | 31     | 091  | 0/0         | 091      |
| 2019/20   | THW Kiel | 23     | 080  | 0/1         | 080      |
| 2020/21   | THW Kiel | 01     | 0    | 0           | 0        |
| 2021/22   | THW Kiel | 34     | 050  | 0           | 050      |
| 2022/23   | THW Kiel | 33     | 124  | 0           | 124      |
| 2023/24   | THW Kiel | 34     | 105  | 0           | 105      |
| 2024/25   | THW Kiel | 14     | 18   | 0           | 18       |
| 2016–2025 | gesamt   | 234    | 679  | 8/14 (57 %) | 671      |

### HLA
| Saison    | Verein                         | Tore | 7-Meter      | Feldtore |
| --------- | ------------------------------ | ---- | ------------ | -------- |
| 2012/13   | Handballclub Fivers Margareten | 9    | 1/1          | 8        |
| 2013/14   | Handballclub Fivers Margareten | 83   | 0/0          | 83       |
| 2014/15   | Handballclub Fivers Margareten | 163  | 28/37        | 135      |
| 2015/16   | Handballclub Fivers Margareten | 210  | 28/35        | 182      |
| 2009–2016 | gesamt                         | 465  | 57/75 (76 %) | 408      |

### HBA
| Saison    | Verein                         | Tore | 7-Meter     | Feldtore |
| --------- | ------------------------------ | ---- | ----------- | -------- |
| 2013/14   | Handballclub Fivers Margareten | 40   | 1/1         | 39       |
| 2013–2014 | gesamt                         | 40   | 1/1 (100 %) | 39       |

## Erfolge
- THW Kiel
  - 3× Deutscher Meister 2020, 2021, 2023
  - 4× Deutscher Pokalsieger 2017, 2019, 2022, 2025
  - 4× Deutscher Supercupsieger 2020, 2021, 2022, 2023
  - 1× EHF-Pokalsieger 2019
  - 1× EHF Champions League 2020
- Handballclub Fivers Margareten
  - Österreichischer Meister 2015/16
  - 3× Österreichischer Pokalsieger 2012/13, 2014/15, 2015/16
  - 1× HLA „Newcomer des Jahres“ 2012/13
  - HLA-Supercupsieger 2013 und 2014
- Österreichische Nationalmannschaft
  - MVP Junioren-EM 2014, Bester Torschütze Junioren-EM 2014, Bester Rückraum Mitte Junioren-EM 2014